# Neomammillaria carretii
Neomammillaria carretii là một loài thực vật có hoa trong họ Cactaceae. Loài này được (Rebut ex K. Schum.) Britton & Rose mô tả khoa học đầu tiên năm 1923.